# Ксерксов канал
Ксерксовият канал (на гръцки: Διώρυγα του Ξέρξη) е канал, изкопан в V век пр. Хр. с военна цел от персийския цар Ксеркс I в северната част на полуостров Атон, Халкидически полуостров по време на Гръко-персийските войни. Каналът е изкопан в най-тясната част на шийката на полуостров Света Гора между съвременните селища Неа Рода на север и Трипити на юг. Следи от него се виждат и днес. Каналът е един от най-впечатляващите паметници на Персийската империя и присъствието ѝ в Европа.

## История
Каналът е построен в 480 година пр. Хр. по време на персийската инвазия през Гръко-персийските войни. Ксеркс иска чрез този канал да избегне преминаването на флота покрай нос Атон, където има чести бури, които разбиват флотата на Мардоний в 492 година пр. Хр. Каналът е напълно описан от Херодот и споменат от Тукидид. Късни историци поставят под въпрос дали персийският цар е построил канала, но последните археологически проучвания определено доказват неговото съществуване.
Според Херодот Ксеркс възлага изкопаването на канала на двама перси с висок ранг – Артахеис и Вуварос. Малко преди края на работата, Артахеис се разболява сериозно и умира, което се приема от царя като голямо бедствие и лоша поличба. Артахеис е погребан тържествено в Акантос.